# Nhớ về Hà Nội
"Nhớ về Hà Nội" là một bài hát trữ tình của nhạc sĩ người Việt Nam Hoàng Hiệp, được xem là một trong những ca khúc hay nhất và nổi tiếng nhất viết về Hà Nội. Đã có nhiều ca sĩ biểu diễn bài hát, tuy nhiên Hồng Nhung là người thể hiện thành công nhất và gắn liền với tên tuổi cô. Bài hát lần đầu được Hồng Nhung thu âm trong album cassette Tiếng hát Hồng Nhung (1988) và sau đó cô tiếp tục đưa vào album phòng thu đầu tay, Đoản khúc thu Hà Nội (1997).

## Bối cảnh và sáng tác
Hoàng Hiệp
Tác giả của bài hát là nhạc sĩ Hoàng Hiệp. Sinh ra ở vùng đất Nam Bộ, ông đã tập kết ra Bắc từ cuối năm 1954, lấy vợ tại đây rồi định cư về miền Nam sau 1975. Theo nhạc sĩ, phải đến nhiều năm sau, trong một lần nhớ về thời gian sinh sống ở Hà Nội, ông mới chấp bút viết nên ca khúc chỉ trong đêm ngày đầu tiên Tết Nguyên Đán năm 1982. Ông cho biết cảm hứng lớn nhất đối với bài hát là khi ông nhớ về mùa thu ở Hà Nội cùng nguyên mẫu của ca khúc – diễn viên Diễm Lan – cũng là vợ ông.
Bài hát là một sáng tác khá dài của Hoàng Hiệp, với 4 câu hát tổng. Thuộc chủ đề quê hương trong những sáng tác của ông, nội dung bài hát miêu tả lại bức tranh đời sống tâm linh Hà Nội, theo đó đều dựa trên ký ức nhạc sĩ về thời bao cấp như "tiếng leng keng tàu sớm", "áo chăn chưa ấm thân mình", qua đó kể lại câu chuyện của dân tộc "một thời đạn bom, một thời hòa bình". Trong ca khúc có miêu tả Hồ Gươm, Tháp Rùa – là các công trình biểu tượng thành phố, cùng với đó là hình ảnh "những công viên vừa mới xây" nhằm cho thấy sự phát triển của Hà Nội theo thời gian. Trong một cuộc phỏng vấn, ông đã tiết lộ cây hoa sữa trong lời nhạc từng là một cái cây có thật ở phố Bà Triệu, khác với những gì người ta nói trước đó là cây hoa sữa ở đường Nguyễn Du.

## Tiếp nhận và di sản
"Nhớ về Hà Nội" được coi là một trong những nhạc phẩm hay nhất và nổi tiếng nhất viết về Hà Nội. Ca khúc cũng nằm trong số các tác phẩm âm nhạc kinh điển của dòng nhạc đương đại cuối thế kỷ 20 chủ đề tình yêu Hà Nội và là "biên niên sử mini" về Hà Nội một thời. Tờ Hànộimới đã nhận định bài hát "là niềm tự hào của Thủ đô", với câu hát mở đầu làm "thổn thức bao trái tim những người đã từng gắn bó cùng Thủ đô".
Vào năm 2000, Hoàng Hiệp đã được nhà nước trao tặng Giải thưởng Hồ Chí Minh đợt II về Văn học và Nghệ thuật qua một số tác phẩm nổi bật, trong đó có "Nhớ về Hà Nội". Đây là ca khúc duy nhất do ông tự sáng tác nằm trong danh sách; những nhạc phẩm còn lại đều do ông phổ thơ. Bài hát cũng từng được vinh danh trong live show số 24 Con đường âm nhạc ngày 2 tháng 12 năm 2007 nói về nhạc sĩ Hoàng Hiệp.

### Đánh giá chuyên môn
Nhạc sĩ Dân Huyền trong một bài viết cho Báo điện tử VOV đã tán dương Hoàng Hiệp qua ca khúc khi chọn "lối cấu trúc vòng tròn, một điệp khúc quay đi quay lại bằng những âm thanh tha thiết chân thực và tiêu biểu", được mô tả là khiến nhiều người Hà Nội "không nghĩ ra được hết từ những kỷ niệm khó quên trong chiến tranh và trong hòa bình". Tại cuốn Thế kỷ âm nhạc Việt Nam: một thời đạn bom của tác giả Nguyễn Thụy Kha, ông nhận xét bài hát đem lại "những hình ảnh thân thương của cố đô hòa trong giọng Nam Bộ nồng ấm tạo nên một cảm giác lung linh như ngọn lửa của ký ức, của kỷ niệm, của dĩ vãng". Nhà lý luận phê bình âm nhạc Nguyễn Thị Minh Châu trong bộ sách Âm nhạc Việt Nam: tác giả  – tác phẩm cũng đánh giá rằng chưa có bài hát địa phương nào do nhạc sĩ Hoàng Hiệp sáng tác (kể cả miền Nam quê hương ông) lại được yêu thích như "Nhớ về Hà Nội".

## Ca sĩ thể hiện
Hồng Nhung
Ca khúc lần đầu ra mắt công chúng năm 1984, trong dịp kỷ niệm 30 năm ngày Tiếp quản Thủ đô Hà Nội qua tiếng hát của ca sĩ Lệ Thu. Từng có nhiều nghệ sĩ biểu diễn bài hát, trong số đó gồm Cẩm Vân, Ngọc Tân, Mỹ Tâm, Quang Dũng, Quang Hà,... Tuy vậy, Hồng Nhung mới được công nhận là người thể hiện thành công nhất khi đã đem về cho cô giải nhất cuộc thi "Giọng hát hay Hà Nội" tổ chức lần đầu năm 1987. Đây là mốc đánh dấu điểm khởi đầu sự nghiệp ca hát của nữ ca sĩ.

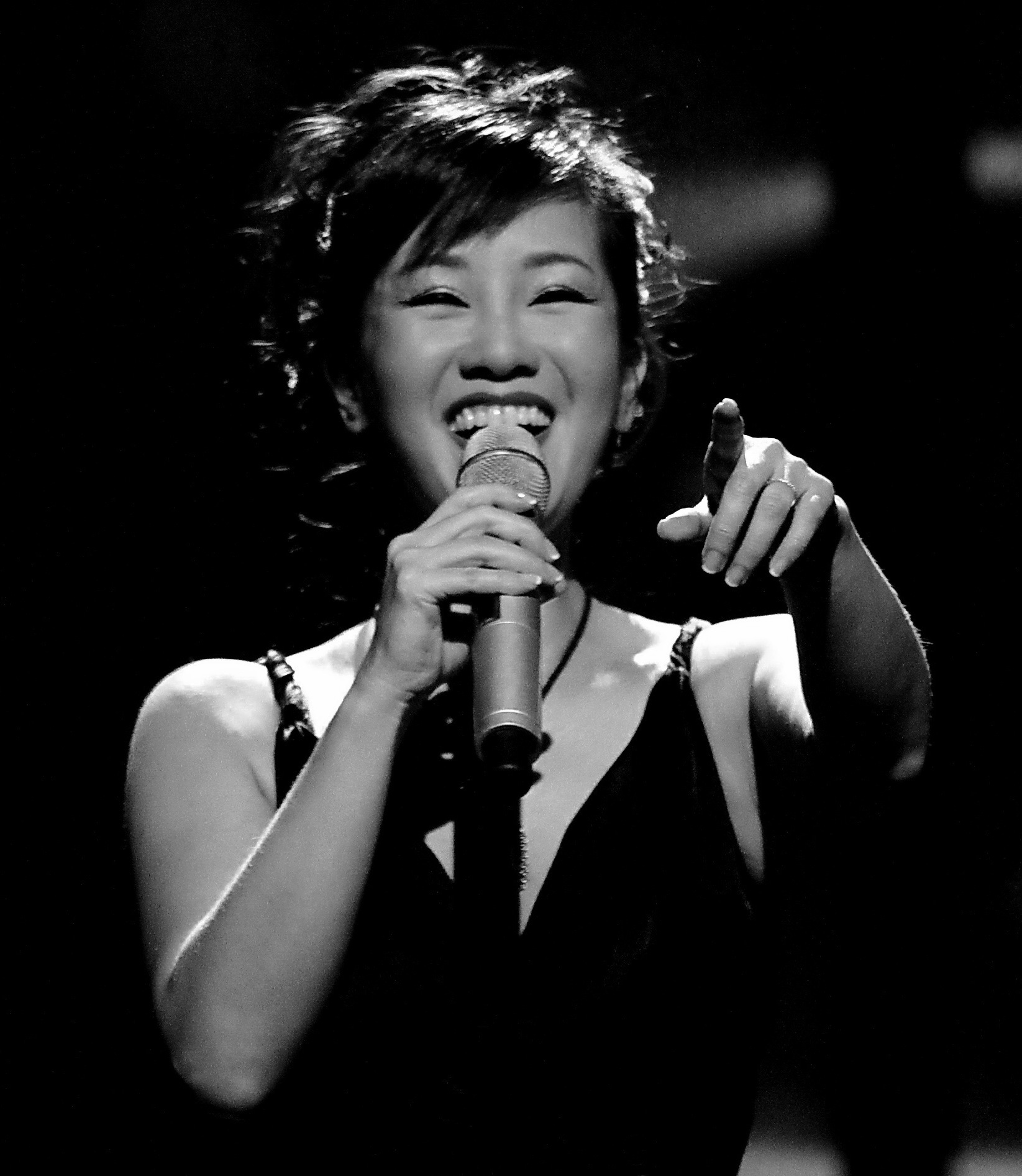
Hồng Nhung là người thể hiện thành công nhất bài hát "Nhớ về Hà Nội".

Một bản thu thanh lại bài hát bằng giọng Hồng Nhung và phối khí bởi nhạc sĩ Quang Vinh, trong lần biểu diễn trên sân khấu chuyên nghiệp đầu tiên của cô, sau đó đã được thực hiện cho hãng thu âm Dihavina trong băng cassette Tiếng hát Hồng Nhung (1988). Bản phối tương tự cũng được chọn làm nhạc hiệu Đài Phát thanh - Truyền hình Hà Nội và từng được phát trên các phố phường tại Hà Nội vào mỗi buổi sáng đầu những năm thập niên 1990 qua loa phóng thanh. Đến năm 1994, Dihavina tiếp tục hợp tác cùng Hãng phim Trẻ ghi hình video âm nhạc cho bài hát, đạo diễn bởi Đinh Anh Dũng và Hồng Nhung là người trình bày. Năm 2004, kỷ niệm 50 năm ngày Giải phóng Hà Nội, Dihavina cho phát hành CD 50 mùa thu Hà Nội, bao gồm "Nhớ về Hà Nội" dưới tiếng hát của Hồng Nhung. Sau này, nhân dịp nhạc sĩ Hoàng Hiệp sinh nhật 76 tuổi, Hồng Nhung đã biểu diễn lại ca khúc trong đêm nhạc đặc biệt của ông tổ chức tối ngày 2 tháng 10 năm 2007 tại Nhà hát Thành phố Hồ Chí Minh, phát sóng trực tiếp trên kênh HTV2.
"Nhớ về Hà Nội" đã xuất hiện trong nhiều album âm nhạc về chủ đề Hà Nội. Bài hát từng góp mặt ở album phòng thu đầu tay của Hồng Nhung Đoản khúc thu Hà Nội ra mắt năm 1997, được xem là album nhạc về Hà Nội hay nhất và bán chạy nhất năm. Trước đó ca khúc còn được đưa vào các album tuyển tập khác của cô gồm Nhớ về Hà Nội (1993) và Ca dao Hồng (1997). Bài hát cũng nằm trong album năm 2003 của nhạc sĩ Hoàng Hiệp Em vẫn đợi anh về và do ca sĩ Thu Giang thể hiện. Nhân dịp 1000 năm Đại lễ Thăng Long năm 2010, Hãng phim Trẻ đã cho phát hành bộ album CD tuyển tập các ca khúc hay về Hà Nội và bản hát của Hồng Nhung nằm trong đĩa 2 Nhớ về Hà Nội, cùng thời điểm ra mắt album Nơi tôi sinh – Hà Nội của ca sĩ Minh Quân, trong đó chứa bài hát ở thứ tự phát số 10.

### Biểu diễn trực tiếp
Vào năm 2005, nam ca sĩ người Hàn Quốc Im Tae-kyung đã hát bài "Nhớ về Hà Nội" tại chương trình ca nhạc "Giai điệu hoà bình", tổ chức ở Cung Văn hóa Hữu nghị Việt - Xô. Màn biểu diễn được khán giả Việt Nam "tán thưởng nhiệt liệt", dù ca sĩ còn bị cho là phát âm tiếng Việt "chưa thật rõ, thật chuẩn". Chỉ trong năm 2010, Hồng Nhung đã trình diễn ca khúc trong ngày khai mạc Đại lễ 1000 năm Thăng Long – Hà Nội và buổi biểu diễn Điều còn mãi tại Nhà hát Lớn Hà Nội, được báo VietNamNet, đồng thời là đơn vị tổ chức buổi hòa nhạc, nhận xét là "rất thành công". Tại sự kiện hòa nhạc đường phố Luala Concert Thu Đông 2012, Hồng Nhung cũng thể hiện bài hát một lần nữa cùng với trường ca "Thiên Thai" của nhạc sĩ Văn Cao.
Ca khúc thường xuyên được biểu diễn trực tiếp trong những dịp kỷ niệm ngày Tiếp quản Thủ đô Hà Nội, các sự kiện lấy chủ đề Hà Nội. Trong chương trình Giai điệu tự hào số phát sóng tháng 10 năm 2014 với chủ đề "Người Hà Nội", "Nhớ về Hà Nội" được nữ ca sĩ Văn Mai Hương tái hiện lại với một phong cách mới. Tuy nhiên, màn trình diễn của cô nhận phải những ý kiến trái chiều: diễn viên Thanh Tú nhận xét rằng Văn Mai Hương hát bài này "quá vô hồn", trong khi các khách mời khác như cựu cầu thủ Nguyễn Hồng Sơn và đạo diễn Lê Hoàng lại có những đánh giá tích cực hơn về cô khi giúp gợi nhớ lại ký ức tuổi thơ và "rất có cảm xúc". Năm 2024, Hồng Nhung đã trình diễn ca khúc trong live show "Hồng Nhung hát về Hà Nội", tổ chức tại Nhà hát Hồ Gươm tối ngày 30 tháng 11 để kỷ niệm 70 năm ngày Tiếp quản Thủ đô.

## Tranh cãi
Vào năm 2019, Hồng Nhung tham gia vào một TVC thương hiệu phở Cung Đình gây tranh cãi, theo đó nữ ca sĩ chế lại lời ca khúc từ "Hà Nội" trong câu hát "Dù có đi bốn phương trời, lòng vẫn nhớ về Hà Nội" thành "phở Hà Nội". Nhiều khán giả đã bảy tỏ thái độ bức xúc, cho rằng Hồng Nhung đang "xúc phạm đến người quá cố" khi chế lại lời bài hát nhằm mục đích quảng cáo. Con trai của nhạc sĩ Hoàng Hiệp, Lưu Nguyễn, cũng lên tiếng nói rằng chưa nhận được thông tin gì về việc này. Trung tâm bảo vệ quyền tác giả Âm nhạc Việt Nam (VCPMC) sau đó đã nhanh chóng liên hệ lại với ông Nguyễn để thống nhất việc cấp phép sử dụng bài hát cho việc quảng cáo sản phẩm. Phía VCPMC đồng thời cho biết rằng trước đó đơn vị đã kí hợp đồng cấp phép sử dụng bài hát với một công ty truyền thông theo phạm vi ủy quyền do con trai Hoàng Hiệp ký để quản lý, khai thác từ cuối năm 2009. Sau vụ việc, phía gia đình nhạc sĩ Hoàng Hiệp thông báo sẽ làm một phụ lục hợp đồng với VCPMC để tránh trường hợp tương tự xảy ra.